# Ульхун-Партія
Ульху́н-Па́ртія (рос. Ульхун-Партия) — село у складі Киринського району Забайкальського краю, Росія. Адміністративний центр та єдиний населений пункт Ульхун-Партіонського сільського поселення.

## Населення
Населення — 612 осіб (2010; 738 у 2002).
Національний склад (станом на 2002 рік):
- росіяни — 76 %